# 56 Persei
56 Persei, som är stjärnans Flamsteed-beteckning, är en multipelstjärna belägen i den södra delen av stjärnbilden, Perseus. Den har en kombinerad skenbar magnitud på ca 5,77 och är svagt synlig för blotta ögat där ljusföroreningar ej förekommer. Baserat på parallax enligt Gaia Data Release 2 på ca 23,5 mas, beräknas den befinna sig på ett avstånd på ca 139 ljusår (ca 43 parsek) från solen. Den rör sig närmare solen med en heliocentrisk radialhastighet av ca -32 km/s.

## Egenskaper
Primärstjärnan 56 Persei Aa är en gul till vit stjärna i huvudserien av spektralklass F4 V, som genererar energi genom termonukleär fusion av väte i dess kärna. Den har en massa som är ca 1,5 solmassor, en radie som är ca 2 solradier och utsänder ca 7 gånger mera energi än solen från dess fotosfär vid en effektiv temperatur på ca 6 600 K.
56 Persei är åtminstone en trippelstjärna  och eventuellt en kvadrupelstjärna. Huvudkomponenten är en dubbelstjärna med en omloppsperiod på 47,3 år i en bana med en halv storaxel av 17,60 AE. 
Följeslagaren 56 Persei Ab, är en väterik vit dvärgstjärna med spektralklass DA3.1, som har börjat sin tid i huvudserien med mer massa än den nuvarande primärstjärnan och därmed snabbare utvecklats till en kompaktstjärna. Den har nu 90 procent av solens massa - mycket mera än 0,6 solmassor som är vanligt för en genomsnittlig vit dvärgstjärna - och en effektiv temperatur på 16 420 K, som bidrar med ett överskott av ultraviolett strålning från systemet.
Följeslagaren 56 Persei B delar en egenrörelse genom rymden med huvudkomponenten och kan således vara en tredje medlem av systemet. Denna stjärna har en massa som är 0,84 gånger solens massa och en projicerad separering av 178,2 AE från primärstjärnan. Washington Double Star Catalog har den klassificerad som en dubbelstjärna, med en följeslagare av magnitud 11,30 med en vinkelseparation av 0,60 bågsekunder vid en positionsvinkel på 292° år 2002.